# Oscar Medela
Oscar „Osci“ Medela (* 17. Februar 1972; † 11. Juli 2012) war ein in der Schweiz aktiver spanischer Snookerspieler, der zweimal die Schweizer Snooker-Meisterschaft gewinnen konnte.

## Leben
Medela war spanischer Staatsbürger, verbrachte aber beginnend mit seiner Kindheit sein Leben in der Schweiz. Seit 2001 nahm er nachweisbar regelmäßig an den Finalrunden des Einzelturnieres der Schweizer Snooker-Meisterschaft teil. Nach einem Viertelfinale 2001 und einem Achtelfinale 2005 unterlag er 2006 im Halbfinale Douglas Hogan. Ein Jahr später konnte er gegen Thomas Fischer seinen ersten Meistertitel gewinnen. 2010 verlor er im Halbfinale Tom Zimmermann, bevor er 2011 gegen Stefan Schneider einen zweiten Titeltriumph einfahren konnte. 2012 schied er bereits im Achtelfinale aus. Weitere Turnierteilnahmen verzeichnete Medela bei den Swiss Open, wo er unter anderem 2007 bis ins Viertelfinale kam. Zusätzlich hatte Medela 2003 in Zofingen das Medela Sports Team gegründet, mit dem er dreimal die Schweizer Vereinsmeisterschaft gewinnen konnte. 2012 wurde er auch im Doppel Schweizer Meister. Im gleichen Jahr erreichte er als Teil des Schweizer Herrenteams das Viertelfinale der EBSA European Team Championship. Daneben spielte er auch Poolbillard und stand 2011 sowohl im 8-Ball als auch im 14 und 1 endlos im Halbfinale der Schweizer Meisterschaften.
Medela war verheiratet, Vater eines Sohnes und lebte in Aarburg. Etwa um den Jahreswechsel 2009 / 2010 herum wurde bei ihm Krebs diagnostiziert, dem er im Juli 2012 im Alter von 40 Jahren erlag. Mehrfach wurde in den Jahren nach seinem Turnier ein Gedenkturnier für Medela ausgetragen.

## Erfolge (Einzel)
| Ausgang         | Jahr | Turnier                         | Finalgegner      | Ergebnis |
| --------------- | ---- | ------------------------------- | ---------------- | -------- |
| Amateurturniere |      |                                 |                  |          |
| Sieger          | 2007 | Schweizer Snooker-Meisterschaft | Thomas Fischer   | 5:4      |
| Sieger          | 2011 | Schweizer Snooker-Meisterschaft | Stefan Schneider | 5:2      |